# Caraquet Rock
Der Caraquet Rock ist ein Klippenfelsen im Archipel der Südlichen Shetlandinseln. Er liegt 6 km westsüdwestlich des Bell Point vor dem westlichen Abschnitt von King George Island.
Das UK Antarctic Place-Names Committee benannte ihn am 23. September 1960 nach dem Robbenfänger Caraquette [sic!] aus Liverpool, der unter Kapitän John Usher zwischen 1821 und 1822 in den Gewässern um die Südlichen Shetlandinseln operierte.